# Lista de episódios de Pokémon: XY
Esta é a lista de episódios de Pokémon: XY (Brasil: Pokémon: A Série XY / Portugal: Pokémon A Série XY: Uma Nova Mega-Aventura), a décima sétima temporada do anime Pokémon (ポケットモンスター, Poketto Monsutā; Pocket Monsters). Ela se passa na região de Kalos, onde Ash Ketchum segue sua jornada com seus novos amigos — Clemont e sua irmão mais nova, Bonnie, e a sua amiga de infância, Serena — enquanto vivem novas aventuras, descobrindo novos Pokémons e aprendem sobre a misteriosa Mega Evolution.
A Série é baseada nos jogos Pokémon X e Y para o Nintendo 3DS que deram inicio a sexta geração de Pokémon.
A série foi ao ar no Japão entre 17 de outubro de 2013 e 30 de outubro de 2014 na TV Tokyo. Após uma prévia dos dois primeiros episódios serem exibidos em 19 de outubro de 2013 pelo Cartoon Network, a série teve sua estreia oficial nos Estados Unidos em 18 de janeiro de 2014. No Brasil, Pokémon: XY estreou em 2 de março de 2015 no Cartoon Network. Em Portugal, a série  também estreou em 2 de março de 2015 pelo canal Biggs.
Nos primeiros 27 episódios, foi usada a música "V (Volt)" (V（ボルト, Boruto) por Yusuke como tema de abertura e "X Strait, Y Scenery" (X海峡Y景色, Ekkusu Kaikyō Wai Keshiki; "X-Kaikyō, Y-Keshiki") por J☆Dee'Z como tema de encerramento. Nos demais 21 episódios, foram usadas as músicas "Mega (Volt)" (メガV（ボルト）, Megaboruto) por Yusuke e "Peace Smile!" (ピースマイル!, Pīsumairu!) por J☆Dee'Z como tema de abertura e tema de encerramento, respectivamente. Nos três episódios finais de temporada, foi utilizada a música "Dori Dori" (ドリドリ) por Shoko Nakagawa como tema de encerramento. Na versão internacional, a música tema é uma versão remixada do primeiro tema de Pokémon.

## Episódios
| # | #     | Título | Estreia    | Estreia         |
| --- | ----- | --- | ---------- | --------------- |
| 803 | X–001 | "Kalos, Onde Sonhos e Aventuras Começam! Estamos Na Região Kalos! O Início de sonhos e aventuras!" ""Karosu-chihō ni Yattekita! Yume to Bōken no Hajimari!!" (カロス地方にやってきた！夢と冒険のはじまり!!)"                       | 17/10/2013 | 2/03/2015       |
| Ash chega na Região Kalos com Alexa, que revela que sua irmã é uma líder de ginásio, mas ela não se encontrava. Em seguida eles conhecem Clemont e Bonnie e dão de cara com a Equipe Rocket que sempre tenta pegar seu Pikachu. |       | |            |                 |
| 804 | X–002 | "Perseguição na Cidade de Lumiose! Mega Evolução e a Torre Prisma" ""Mega Shinka to Purizumu Tawā!" (メガシンカとプリズムタワー！)"                                                                                                | 17/10/2013 | 3/03/2015       |
| Ash vai para laboratório Professor de Sycamore, onde ele descobre que o professor está a investigar um estranho Garchomp procurando. A Equipe Rocket ouve a conversa e tenta roubar Garchomp por si. Clemont e Bonnie seguem Ash em jornada. Serena começa sua jornada para rever Ash. |       | |            |                 |
| 805 | X–003 | "Uma Batalha de Mobilidade Aérea! Keromatsu VS Yayakoma! A Batalha Aérea!!" ""Keromatsu Bui Esu Yayakoma! Kūchūkidō" (ケロマツVSヤヤコマ！空中機動バトル!!)"                                                                       | 24/10/2013 | 4/03/2015       |
| Serena, amiga de Ash começa sua jornada. Depois de Ash registrar para disputar na Liga Kalos, ele encontra um Pokémon chamado Dedenne e Fletchling, a quem o seu Froakie recém-capturado faz o seu melhor para a batalha. |       | |            |                 |
| 806 | X–004 | "Uma Amizade Chocantemente Fofa! Pikachu e Dedenne! Bochechas fofas!!" ""Pikachū to Dedenne! Hoppesurisuri!!" (ピカチュウとデデンネ！ほっぺすりすり!!)"                                                                            | 31/10/2013 | 5/03/2015       |
| Ash tenta capturar o Dedenne que continua a roubar sua comida. As coisas ficam tensas quando a Equipe Rocket tentam capturar o Dedenne e o Pikachu. |       | |            |                 |
| 807 | X–005 | "Uma Tempestuosa Batalha no Ginásio de Santalune! O Ginásio de Batalha Hakudan! A Magnífica Dança de Batalha de Vivillon!!" ""Hakudan Jimu Sen! Kareinaru Bibiyon no Mai Batoru!!" (ハクダンジム戦！華麗なるビビヨンの舞バトル!!)" | 7/11/2013  | 6/03/2015       |
| Ash e seu novo grupo de amigos, finalmente, reencontram-se com Alexa em Santalune, cidade onde ela apresenta Ash a sua irmã, a Viola líder de ginásio. Ash tem sua primeira batalha de ginásio na Região Kalos, mas o tipo de inseto Pokémon de Viola pode colocar um bom desafio. Ainda neste episódio um possível reencontro de Ash e Serena. |       | |            |                 |
| 808 | X–006 | "Batalhando em Gelo Fino! A Partida de Gelo! Pikachu vs Vivillon!" ""Hyōjō Kessen! Pikachū Tai Bibiyon!!" (氷上決戦！ピカチュウVSビビヨン!!)"                                                                                      | 14/11/2013 | 9/03/2015       |
| Ash desafia Viola para uma revanche, agora está pronto para enfrentar a Estratégia de Congelamento de Surskit. |       | |            |                 |
| 809 | X–007 | "Caçada na Corrida de Rhyhorn! Deixar com a Serena? A Corrida dos Sihorn" ""Serena ni Omakase? Gekisō Saihōn resu" (セレナにおまかせ?激走サイホーンレース)"                                                                        | 21/11/2013 | 10/03/2015      |
| Ash se inscreve no torneio de corrida de Rhyhorn e Serena, cuja mãe é uma famosa piloto de Rhyhorn, treina com Ash na próxima corrida. Enquanto isso, a Equipe Rocket tem suas atenções para ganhar a corrida também. |       | |            |                 |
| 810 | X–008 | "Tosando Furfrou! Pokémon Trimmer e Torimian!" ""Pokemon Torima para Torimian!" (ポケモントリマーとトリミアン!)" | 28/11/2013 | 11/03/2015      |
| Ash e seus amigos encontram Jéssica, uma aprendiz de um tosador famoso. Jéssica fala sobre seus problemas com Furfrou, que se recusa a ser tosado a menos que seja tratado como um ser humano, mas a Equipe Rocket parece ter outros planos. |       | |            |                 |
| 811 | X–009 | "Clement Tem Um Segredo Captura no Ginásio Miare! O Secredo de Citron!!" ""Miare Jimu Kōryaku! Shitoron no Himitsu!!" (ミアレジム攻略！シトロンの秘密!!)"                                                                          | 5/12/2013  | 12/03/2015      |
| Ao voltar para Cidade de Lumiose, o grupo reúne-se com o pai de Clemont e Bonnie, Meyer que revela a Ash e Serena que Clemont é líder de ginásio da cidade de Lumiose. Meyer também revela que o Clembô, um robô que Clemont tinha construído para cuidar do ginásio em sua ausência, se comporta errado. Ash e Clemont infiltram no ginásio para vencer o Clembô em uma batalha Pokémon para ter de volta o Ginásio Lumiose. |       | |            |                 |
| 812 | X–010 | "Loucura de Mega-Mega Meowth! Harimaron vs. Mega Mega Nyarth!!" ""Harimaron VS Mega Mega Nyāsu!!" (ハリマロンVSメガメガニャース!!)"                                                                                                | 12/12/2013 | 13/03/2015      |
| Antes de ir para cidade Cyllage o grupo decide parar pelo Instituto Sycamore. A Equipe Rocket decide raptar o professor Sycamore, assim como Serena e Bonnie, para erguer a mente do professor para os segredos por trás da mega Evolução enquanto Ash e Clemont tem que lidar com um pouco guloso Chespin com um gosto para doces. É revelado que a identidade do Mega Blaziken é na verdade o pai de Clemont e Bonnie Meyer. |       | |            |                 |
| 813 | X–011 | "A Floresta de Bambus! A Floresta da perseguição de bambu! Yancham e Goronda!" ""Chikurin no Tsuiseki! Yanchamu to Goronda!!" (竹林の追跡！ヤンチャムとゴロンダ!!)"                                                                | 19/12/2013 | 16/03/2015      |
| Enquanto em sua viagem, o grupo pára para o almoço quando são interrompidos por dois Pancham. A Equipe Rocket ataca, para tentar separar Pikachu e os Pokémon de seus treinadores. Como Ash e seus amigos tentam alcançar Pikachu, o mesmo acontece com a Equipe Rocket, mas seus caminhos se cruzam com um Pangoro ao longo do caminho. |       | |            |                 |
| 814 | X–012 | "Como Pegar Um Contrabandista Pokémon! Capturar o Pokémon Comprador! O Plano de Representação Kofūrai!" ""Pokemon Baiyā wo tsukamero! Kofūrai Gisō Sakusen! !" (ポケモンバイヤーを捕まえろ！コフーライ偽装作戦！！)"               | 9/01/2014  | 17/03/2015      |
| Enquanto caminha para a próxima cidade, o grupo vê um homem escapar da oficial Jenny e ao longo do caminho encontrar um Scatterbug que caiu do caminhão do homem. Acontece que ele é um vendedor de Pokémon que foi capturar Vivillon de padrões diferentes e o grupo decide ajudar Jenny a pegar o vendedor. |       | |            |                 |
| 815 | X–013 | "Caos no Jardim de Infância! Nymphia VS Keromatsu! Grande Comoção no jardim de infância!" ""Ninfia VS Keromatsu! Yōchien wa Sai Sawagi!!" (ニンフィアVSケロマツ！幼稚園は大さわぎ！！)"                                            | 16/01/2014 | 18/03/2015      |
| Ash e o grupo se depara com uma garota chamada Penelope que pede para lutar contra Ash e se ela ganhar ele tem que ficar com ela. As coisas ficam tensas quando conhecem Randy que tem medo de Pokémons e quando a Equipe Rocket decide capturar o Pikachu e Sylveon. |       | |            |                 |
| 816 | X–014 | "Buscando Abrigo da Tempestade! A Proteção da chuva Misteriosa! Nyasper está olhando!" ""Bukimi na Amayadori! Nyasupā wa Miteita!!" (ぶきみな雨宿り！ニャスパーは見ていた!!)"                                                      | 30/01/2014 | 19/03/2015      |
| Quando Ash e seus amigos estão presos em uma tempestade de chuva, eles encontram uma mansão vizinha abandonada e refugiam-se, mas sem o conhecimento deles a Equipe Rocket tem também a mesma ideia. E os grupos estão assustados com ocorrências estranhas pela casa, tudo centrado em uma misteriosa sombra, seu nome é Espurr, um Pokémon solitário que pertencia a uma senhora que estava assustando Ash e cia e a Equipe Rocket. |       | |            |                 |
| 817 | X–015 | "Fome de Batalha! Harimaron vs Mafoxy! A Batalha da dieta?" ""Harimaron Bui Esu Mafokushī! Daietto Batoru!?" (ハリマロンVSマフォクシー！ダイエットバトル！？)"                                                                     | 6/02/2014  | 20/03/2015      |
| Chespin engorda depois de comer tantos de doces de Serena, então Clemont decide colocá-lo em uma dieta, fazendo uma máquina de exercício e de tê-lo por meio de exercer Batalhas Pokémon, mas Chespin não está cumprindo. Chespin é atraído por outros doces de uma senhora e depois ele o acolhe. Ash e cia resolvem proucurá-lo, mas Clemont o acha e decide deixá-lo por achar que foi mau com ele. A senhora coloca Chespin para batalhar com um senhor que usa seu Delphox, mas Clemont interrompe a luta. Clemont enfrenta o senhor fazendo Chespin recuperar a forma que tinha perdido e o tal senhor tenta fazer o Delphox usar um tal movimento, mas dá mau jeito e a luta é encerrada. Depois de uma batalha Pokémon, todo o mal-entendido acaba sendo resolvido. |       | |            |                 |
| 818 | X–016 | "Uma Troca Eletrizante! Dedenne é Pichu e Pichu é o Dedenne?" ""Dedenne ga Pichū de Pichū ga Dedenne de...!?" (デデンネがピチューでピチューがデデンネで…!?)"                                                                       | 13/02/2014 | 23/03/2015      |
| As bolsas de Bonnie e de outra menina se misturam, deixando a outra menina com Dedenne e Bonnie com Pichu da menina. |       | |            |                 |
| 819 | X–017 | "Um Surto de Sabedoria Ninja! Keromatsu vs. Gekogashira! Batalha Ninja!!" ""Keromatsu tai Gekogashira! Ninja Batoru!!" (ケロマツ対ゲコガシラ！忍者バトル!!)"                                                                       | 20/02/2014 | 24/03/2015      |
| Ash e seus amigos se encontram com um instrutor Ninja Sanpei que possui um Frogadier. Ele desafia Ash a uma série de exercícios de treinamento ninja, como Froakie evolui para Frogadier e deve ser o mais qualificado. Devido ao ataque da Equipe Rocket, Froakie aprende o Multiplicar. |       | |            |                 |
| 820 | X–018 | "Despertando o Gigante Adormecido! Acorde Kabigon! A batalha no Palácio Parfum!" ""Kabigon o Okose! Parufamu Kyūden de Batoru Desu!!" (カビゴンを起こせ！パルファム宮殿でバトルです!!)"                                            | 27/02/2014 | 25/03/2015      |
| Na Cidade de Camphrier, Ash e seus amigos se depara com um Snorlax bloqueando caminho. O rei local Shobonne tem uma flauta Pokémon que irá despertá-lo, mas foi roubada por Ari, uma princesa egoísta do Palácio Parfum. Ash tenta recuperá-la, mas a princesa exige uma Batalha Pokémon em que apostaria seu Pikachu. Mesmo tendo vencido, ela decide ficar com Clemont. Eles conseguem recuperar a flauta, mas a Equipe Rocket rouba a flauta. Depois da Equipe Rocket despertarem Snorlax, Snorlax arremessa a Equipe Rocket para longe furioso e o rei local acalma Snorlax enfurecido. Clemont consegue escapar da princesa Ari quando ele deixa um robô, que passa a perna nela. |       | |            |                 |
| 821 | X–019 | "Uma Conspiração Para Conquistar! A conspiração de Madame X! O Calamanero do Medo!" ""Madamu Ekkusu no Inbō! Kyōfu no Karamanero!!" (マダムＸの陰謀！恐怖のカラマネロ!!)"                                                          | 13/03/2014 | 26/03/2015      |
| Depois das tentativas da equipe Rocket consultar a misteriosa "Madame X" para obter ajuda na captura de Pikachu, eles sofrem uma lavagem cerebral por seu Malamar, com apenas Meowth escapa e pede ajuda a Ash e seus amigos para ajudar. Quando Pikachu é capturado pela lavagem cerebral, bem como, Ash, Serena, Clemont, Bonnie, e Meowth que tenta salvar a Equipe Rocket. No entanto, todos, exceto Ash e Meowth recebe uma lavagem cerebral. Graças a seu vínculo de Pikachu e Ash, Ash consegue romper o controle da mente que o controlava, que deixa a máquina de Clemont descontrolada que abate o Malamar, que acorda todos. A Madame X era na verdade a oficial Jenny que tinha sofrido lavagem cerebral e o plano de Malamar era dominar o mundo. |       | |            |                 |
| 822 | X–020 | "Batalhando Por Títulos no Castelo! Desafio de batalha Chateau! Viola vs Zakuro!" ""Chōsen Batoru Shatō! Biora Bui Esu Zakuro!!" (挑戦バトルシャトー！ビオラVSザクロ!!)"                                                           | 20/03/2014 | 27/03/2015      |
| Ash e seus amigos conhecem Nikol e Chester e vão ao Battle Chateau onde Ash participa no Palácio da Batalha enquanto aguardava a batalha entre Viola e o Líder de Ginásio da Cidade Cyllage Grant. |       | |            |                 |
| 823 | X–021 | "Uma Pokévisão do Futuro! É um Estréia! Serena e Fokko no PokéVision!" ""Debyū desu! Serena to Fokko de Pokebijon!!" (デビューです！セレナとフォッコでポケビジョン!!)"                                                             | 27/03/2014 | 30/03/2015      |
| Depois de assistir a uma celebridade popular fazer um vídeo "PokéVision" com seu Pokémon, Serena tenta fazer um com o seu Fennekin, mas a Equipe Rocket parece ter outros planos. |       | |            |                 |
| - | X–OVA | "A Poderosa Mega Evolução: Ato I" ""Saikyō Megashinka ~Act I~" (最強メガシンカ～ActⅠ～)" | 3/04/2014  | Não foi exibido |
| O Treinador Pokémon e assistente do Pr. Sycamore, Alain, junto de uma menina Mairin, decide batalhar com cada Mega Evolução existente e viaja ao redor do mundo para realizar seu objetivo, enquanto Mairin, treinar seus Pokémons e conseguir uma Pedra da Mega Evolução. Ainda neste episódio, Ash acaba sendo mencionado. |       | |            |                 |
| 824 | X–022 | "Atrás do Ouro! Capture o Koiking Dourado!" ""Ōgon no Koikingu o Tsuriagero!!~" (黄金のコイキングを釣り上げろ!!)" | 10/04/2014 | 5/01/2016       |
| Ash e seus amigos rumam a cidade Ambrette e maravilhar-se com o seu aquário. Eles se reúnem com o diretor de aquário Rodman e seu parceiro Clauncher e tentar ajudá-lo completar a coleção do aquário, capturando um Magikarp dourado. |       | |            |                 |
| 825 | X–023 | "De Volta para o Frio! Os Laços Aurora! Amarus e Amaruruga!" ""Ōrora no Kizuna! Amarurusu to Amaruruga!!~" (オーロラの絆！アマルスとアマルルガ!!)"                                                                                 | 17/04/2014 | 1/04/2015       |
| Ash, Serena, Clemont e Bonnie encontram-se com Alexa mais uma vez, que está cobrindo a nova exposição de fósseis no Museu da Cidade de Ambrette, encontrando o fóssil revivido Pokémon Amaura e Aurorus na câmara fria do museu. No entanto, a Equipe Rocket chega para roubar Amaura, deixando Ash e seus amigos em uma missão de resgate. |       | |            |                 |
| 826 | X–024 | "Um lugar Subaquático para se chamar de lar! O Castelo sob o Mar! Kuzumo e Dramidoro!!" ""Kaitei no Shiro! Kuzumō to Doramidoro!!~" (海底の城！クズモーとドラミドロ!!)"                                                            | 20/11/2014 | 5/08/2015       |
| Depois de encontrar Pokémon falsa alga marinha Skrelp no litoral Murail, o Pikachu é atingido por um ataque venenoso do Skrelp e dois arqueólogos marinhos Eddie e Lindsey que o ajudam a curar o Pikachu. Ash e seus amigos se juntam a uma expedição ao navio de luxo naufragado conhecido como o S.S Cussler a meriva por causa de dois roda-moinhos em que Skrelp, Dragalge e vários Pokémon marinhos existentes. No entanto, a Equipe Rocket tem seus olhos postos em capturar o tesouro do navio, em que danifica o casco. Froakie e Skrelp que Ash e cia tinha ajudado vão atrás da Equipe Rocket enquanto os outros Pokémons tentam salvar o navio. Froakie e Skrelp são pegos pelo roda-moinho, a Equipe Rocket é arremessada para longe perdendo o cofre do dinheiro e Froakie, com Skrelp nas costas faz grandes saltos para escaparem dos roda-moinhos. Assim, Ash descobre que para combater Grant teria que confiar na capacidade de salto de Froakie. |       | |            |                 |
| 827 | X–025 | "Escalando as Paredes! Batalha no Ginásio Shoyo! Pikachu vs. Chigoras!!" ""Shouyou Jimu-sen! Pikachū tai Chigorasu!!" (ショウヨウジム戦！ピカチュウ対チゴラス！！)"                                                                | 24/04/2014 | 2/04/2015       |
| Ash e seus amigos rumam a cidade Cyllage, onde Ash planeja desafiar o líder de ginásio Grant. Depois de já ter visto a sua estratégia com Onix no Battle Chateau, Ash planeja usar Froakie para enfrentar o Pokémon de pedra no campo de batalha, e mais tarde Pikachu contra Tyrunt. |       | |            |                 |
| 828 | X–026 | "Um Doce de Batalha! Peroppafu e Peroream!! Uma Doce Batalha Que Não É Tão Doce!?" ""Peroppafu to Perorīmu!! Amai Tatakai wa Amakunai!?" (ペロッパフとペロリーム！！甘い戦いはあまくない！？)"                                     | 15/05/2014 | 3/04/2015       |
| Enquanto na estrada, Serena faz alguns Poke-poffle para Pikachu e Fennekin, mas suas habilidades culinárias são atacados pela Miette, que tem o merengue Pokémon Slurpuff. As duas decidem ir para a próxima cidade e realizar um concurso de Poke-poffle para ver quem é a melhor cozinheira chefe de pastelaria, como também quem conseguiria ficar com o Ash. A Equipe Rocket rouba todas as frutas depois de não passarem no concurso de Poke-poffle. Ash e seus amigos conseguem frustrar os planos da Equipe Rocket e volta para o concurso. De volta no concurso Miette e Serena descobrem que não conseguiram vencer o concurso. Serena faz uma promessa que não perderia o Ash para Miette. |       | |            |                 |
| 829 | X–027 | "Em Busca de uma Flor-Fada! Flabébé e a Flor Fada!" ""Furabebe to Yōsei no Hana" (フラベベと妖精の花！)" | 22/05/2014 | 6/04/2015       |
| Bonnie tem problemas para arrumar seu cabelo e Serena ajuda em seu penteado, mas um Flabébé pousa no cabelo da Bonnie pensando que fosse uma flor. Bonnie pede a Clemont para capturá-lo, mas ele já tinha treinador. Eles encontram o treinador Gray e ele fala que precisa de uma flor chamada Flor da Fada para depois levar a Flabébé para a sua esposa que se encontra hospitalizada. A Equipe Rocket se oferece para ajudar Ash e seus amigos. Depois de encontrarem a Flor Fada, a Equipe Rocket aproveita para roubar o Pikachu, mas Flabébé os hipnotiza com seu pólen e conseguem libertar o Pikachu. Eles levam o Flabébé para Gray e sua esposa e agora ela se encontra bem. |       | |            |                 |
| 830 | X–028 | "Os Elos da Evolução! A Campeã Carnet Aparece! Mega Sirknight na Névoa!" ""Chanpion Karune Tōjō! Kiri no Naka no Mega Sānaito!!" (チャンピオン・カルネ登場！霧の中のメガサーナイト！！)"                                           | 29/05/2014 | 7/04/2015       |
| Ao chegar na próxima cidade, Ash aprende que a campeã da Região Kalos Diantha vai realizar uma partida de exibição, mas perde o prazo de inscrição. Ele vai para o laboratório do Professor Sycamore, sendo encarregado de ajudar em sua pesquisa sobre Mega Evolução através da Stone Key e da Mega Stone, quando ele conhece Diantha lá por acaso. Ela permite-lhe uma partida amistosa, Pikachu contra o Gardevoir dela e ela mostra que ela sabe o que é Mega Evolução. Durante o duelo, acaba sendo interrompido pela Equipe Rocket, mas Diantha mega evolui seu Gardevoir para Mega Gardevoir e acaba com os planos da Equipe Rocket. |       | |            |                 |
| 831 | X–029 | "Heróis Amigos ou Inimigos? Que entre o falso Satoshi!" ""Jajān! Nise Satoshi Arawareru!!" (ジャジャーン！ニセ サトシ現る！！)" | 29/05/2014 | 8/04/2015       |
| Depois da Equipe Rocket falhar em pegar o Pikachu por causa de uma das invenções de Clemont, eles em seguida se disfarçam no Ash e seu grupo para tentar incriminá-los. Mas a Oficial Jenny acusa o verdadeiro Ash e seus amigos verdadeiros de praticarem atrocidades e causarem confusão, mas depois descobre que outras pessoas tentaram se passar por eles, como provocar batalhas e comer a comida sem pagar. Enquanto Ash, Bonnie e Serena são interrogados, a Equipe Rocket disfarçados de cientistas abordam Clemont para ajudarem em suas invenções. A Equipe Rocket novamente apronta das suas e se revelam como os impostores e revelam as invenções de Clemont que o ajudaram a criar, mas uma delas dá errado e eles conseguem salvar o Pikachu. Clemont usa mais uma vez uma de suas invenções para arrebatar os ataques da Equipe Rocket e eles se dão mal mais uma vez. |       | |            |                 |
| 832 | X–030 | "Mega Revelações! Koruni e Lucario! Os Segredos da Mega Evolução!!" ""Koruni to Rukario! Megashinka no Himitsu!!" (コルニとルカリオ！メガシンカの秘密!!)"                                                                          | 29/05/2014 | 9/04/2015       |
| Ash e seus amigos conhecem Korrina, a melhor patinadora da região de Kalos e Ash e o desafia com o seu Pokémon Lucario e tem uma batalha com Ash, que depois o derrota. Logo depois ela se revela como líder de ginásio da cidade Shalour e ganhou uma Key Stone de seu avô, mais precisaria da Mega Stone para evoluir seu Lucario para um Mega Lucario. A Equipe Rocket aborda Ash e os outros e acham que sabem sobre Mega Evolução, mas depois rouba a Key Stone de Korrina e o Pikachu de Ash. Depois de recuperar a Key Stone de Korrina e salvar o Pikachu, eles seguem para o ginásio Shalour com Korrina, onde lá aguarda ter uma batalha entre Korrina e seu avô que possui um Blaziken. |       | |            |                 |
| 833 | X–031 | "A Caverna das Provações! Lucario VS Bashāmo! A Caverna do Julgamento!!" ""Rukario Tai Bashāmo! Shiren no Dōkutsu!!" (ルカリオＶＳバシャーモ！試練の洞窟!!)"                                                                       | 5/06/2014  | 10/04/2015      |
| Ash e seus amigos são abordados por um fotógrafo e ele fala para irem para uma caverna onde encontrarão a pedra Lucarionite, que fará o Lucario Mega Evoluir. A Equipe Rocket ouve a conversa e toma a frente. Ash e seus amigos chegam a uma caverna com um aviso de que enfrentarão perigos e vêem a Equipe Rocket decolando diante deles. Eles encontram a pedra Lucarionite e Korrina tem uma batalha com um Blaziken. Depois de derrotar o Blaziken, Gurkinn, seu próprio avô se revela como o dono do Blaziken e fala também que pediu ao fotógrafo para conduzir Korrina e cia para a caverna, mesmo sabendo que teria intrusos, como a Equipe Rocket. Agora chega o momento do Lucario de Korrina Mega Evoluir. |       | |            |                 |
| 834 | X–032 | "Uma Aura Furiosa! Mega Lucario VS Mega Lucario! As Tempestades de Auras!!" ""Mega Rukario Tai Mega Rukario! Hadō no Arashi!!" (メガルカリオ対メガルカリオ！波導の嵐!!)"                                                           | 12/06/2014 | 13/04/2015      |
| Korrina finalmente encontra a pedra Lucarionite, mas depois de usá-la, ela perde o controle do Mega Lucario, o Lucario de Korrina perde a razão, como também dá um nocaute em Pikachu. Gurkinn, avô de Korrina coloca seu próprio Lucario que o evolui para Mega Lucario para batalhar contra o Mega Lucario de Korrina, mas também apresentou os mesmos sinais. Assim, Korrina parte com Ash e cia para o Monte Pomace para saber como lidar com um Pokémon que atinge a Mega Evolução. |       | |            |                 |
| 835 | X–033 | "Um Chamado Além da Aura! O Chamado fora de seu coração! Além da Aura!" ""Yobiau Kokoro! Hadō no Mukō e!!" (呼び合う心！波導のむこうへ!!)"                                                                                         | 19/06/2014 | 14/04/2015      |
| Gurkinn, o avô de Korrina a manda para o Monte Pomace, mas Ash e cia caem em uma armadilha preparada pela Equipe Rocket, mas eles se perdem em uma caverna e Korrina tem que lidar com outro problema, como poder encontrar seu Lucario que foi separado dela. Depois a Equipe Rocket cria equipamentos de Mega Evolução para confrontar o Lucario. A Equipe Rocket aparece para lidar com Korrina e Clemont, que faz Bunnelby ficar fora de batalha e quase Chespin fora de ação. Korrina tenta batalhar usando o Pikachu de Ash, mas não tinha aquele mesmo entrosamento com o Pikachu e Ash. Ash os alcança e descobre que não poderia lidar com o armamento da Equipe Rocket. Korrina evolui Lucario para Mega Lucario, mas era impossível ele conseguir raciocinar e manter a razão. Ele consegue manter a razão por uns instantes e consegue acabar com a Equipe Rocket, mas a Mega Evolução foi carga demais para ele suportar. |       | |            |                 |
| 836 | X–034 | "Os Elos da Mega Evolução! Mega Lucario VS Mega Kucheat! Os Laços da Mega Evolução!" ""Mega Rukario Tai Mega Kuchīto! Megashinka no Kizuna!!" (メガルカリオ対メガクチート！メガシンカの絆!!)"                                      | 3/07/2014  | 15/04/2015      |
| Ash e cia conhecem Maple, que pode ajudar Korrina na Mega Evolução de Lucario e ela começa pedindo para que colha flores. Korrina não consegue entender porque ela pediu para colher flores, mas Maple responde que tudo não passou para que ela possa cria seu vínculo com o seu Lucario. A Equipe Rocket sequestra o Pikachu e a Mawile da Maple. Korrina evolui seu Lucario para Mega Lucario, mas mesmo assim ele ainda não consegue manter a razão. Korrina põe em prática o seu treinamento e tenta alcançar Lucario. Depois de recuperar a razão, Pikachu e Mawile são libertados e também Maple evolui seu Mawile para Mega Mawile que põe fim nos planos na Equipe Rocket. Korrina se separa do grupo para aprender mais sobre a Mega Evolução e o restante do grupo segue para o próximo ginásio. |       | |            |                 |
| 837 | X–035 | "O Campeão da Floresta! O Campeão da Floresta! Luchabull Aparece!!" ""Mori no Chanpion! Ruchaburu Tōjō!"(森のチャンピオン！ルチャブル登場！！)"                                                                                    | 10/07/2014 | 16/04/2015      |
| Em sua jornada, Ash e seus amigos se depara com um grupo de Pokémons, até um Ursaring incomodar, até que o Pokémon Lutador Hawlucha aparecer para enfrentar o Ursaring. Quando o Hawlucha ia dar o golpe final, Ursaring se aproveita do Hawlucha e Ash usa Pikachu para nocautear o Ursaring. Eles também conhece Keaton, que conta um pouco sobre a história de Hawlucha, que ficou conhecido como o Campeão da Floresta, que protege um grupo de Pokémons na floresta, que os leva ao lugar onde o Hawlucha treina. Conkeldurr e Ursaring pedem a Machamp para confrontar Hawlucha. Enquanto Ash treinava com Hawlucha, Conkeldurr, Ursaring e Machamp aparecem para ter uma revanche com Hawlucha e Machamp, que era conhecido como o Campeão da Floresta desafia Hawlucha. Durante a luta, Conkeldurr e Ursaring se aproveitam da luta para acabar com o Hawlucha, mas Machamp nocauteia os dois Pokémons e pede um até a próxima com o Hawlucha. Ash batalha contra o Hawlucha usando Froakie, mas ambos acabam empatando, mas Hawlucha decide entrar no time de Ash, para um dia poder ter seu próximo encontro com Korrina.                                                                                     |       | |            |                 |
| 838 | X–036 | "Batalhas no Céu! A Batalha Aérea!? Luchabull VS Fiarrow!!" ""Sukai Batoru!? Ruchaburu Tai Faiarō!!"(スカイバトル！？ルチャブル対ファイアロー！！)"                                                                                | 24/07/2014 | 17/04/2015      |
| No Canyon Kalos, Ash aprende sobre a Batalha Aérea e tenta com Fletchling e Hawlucha contra o instrutora de Batalhas Aéreas Moria e seu Talonflame. Com os outros com as roupas de voo, exceto Bonnie por ser pequena, Ash batalha contra Moria usando seu Hawlucha, que perde. Inesperadamente, a Equipe Rocket agarram o Talonflame de Moria usando sua rede, mas Ash e seus amigos usam suas roupas aladas dando fim no esquema da Equipe Rocket. A luta tem sequência com Talonflame, confrontando o Fletchling, que evolui para Fletchinder e vence o Talonflame de Moria. |       | |            |                 |
| 839 | X–037 | "A Caverna dos Espelhos! O Reflexo da Caverna! Satoshi do Mundo dos Espelhos e Satoshi!?" ""Utsushimi no Dōkutsu! Kagami no Kuni no Satoshi to Satoshi!?"(うつしみの洞窟！鏡の国のサトシとサトシ！？)"                             | 31/07/2014 | 20/04/2015      |
| Ao viajar na Caverna da Reflexão, o reflexo Ash leva Pikachu longe dele pensando ser seu Pikachu, levando-o a seguir em um mundo dentro da reflexão, deixando Clemont, Serena e Bonnie para encontrar uma maneira de trazê-lo de volta. Ash depois dá de cara com seus amigos, só que de personalidades diferentes, Serena meio que durona, Bonnie um pouco diferente só que os tratava de forma diferente, os referia como Sr. e Clemont, um inventor primitivo. Ash trava uma batalha com Serena e ganha dela. O outro Ash aparece, só que chorão e estava procurando o Pikachu. A Equipe Rocket segue Ash e pega o Pikachu do Mundo dos Espelhos. Ash ajuda seus amigos do Mundo dos Espelhos e também tem seu Pikachu capturado. O Ash do Mundo dos Espelhos não tinha jeito para batalhar, mas o Ash real diz para não desistir. Clemont aproveita para pegar ambos os Pikachus e os dois Ashs finaliza dando um Choque do Trovão duplo na Equipe Rocket. Ash volta ao lugar de onde veio para poder reencontrar seus amigos. Bonnie, Serena e Clemont aparecem do outro lado do portal e Ash consegue voltar ao mundo real. Logo no Mundo dos Espelhos, a Equipe Rocket dá de cara com outra Equipe Rocket justa. |       | |            |                 |
| 840 | X–038 | "Forjando Amizades na Floresta! O Contorcer da Floresta de Ohrot!" ""Ugomeku Mori no Ōrotto!"(蠢く森のオーロット！)" | 7/08/2014  | 21/04/2015      |
| Durante o treino, Froakie aprende um novo movimento e Ash decide testar numa batalha dupla com Hawlucha em sua próxima batalha contra a líder de ginásio Korrina com e Clemont usando Bunnelby e Chespin, mas Froakie e Hawlucha se desentendem até Ash decidir usá-los para tentar usar um ataque combinado, mas Ash acaba sendo capturado pela velha Árvore Pokémon Trevenant, fazendo Froakie e Hawlucha entrar numa trégua para salvar Ash, como Trevenant mantém os outros à distância com seu poder sobre a floresta. Depois de encontrar o Trevenant, Froakie e Hawlucha conseguem libertar Ash, Trevenant os ataca, mas Ash os protege que faz Trevenant parar o ataque e os pede para seguir. Eles vêem Bonsly e Sudowoodo presos em uma rede eletrificada. Clemont e os outros os alcançam e Pikachu corta a rede, mas é apanhada por outra pela Equipe Rocket, como se revelam ter apanhado Bonsly e Sudowoodo. Froakie e Hawlucha põe em prática os frutos de seu treinamento e abate os Pokémons da Equipe Rocket e Trevenant destrói o controle que prendia o Pikachu, colocando um ponto final nos planos da Equipe Rocket.                                                                              |       | |            |                 |
| 841 | X–039 | "Verão de Descoberta! O Acampamento de Verão Pokémon! O Trio Rival Aparece!!" ""Pokemon Samā Kyanpu! Raibaru Sanningumi Tōjō!!"(ポケモン・サマーキャンプ！ライバル三人組登場!!)"                                                   | 14/08/2014 | 22/04/2015      |
| Ash, Serena, Clemont e Bonnie chega até o Acampamento de Verão Pokémon onde está o Professor Sycamore e são colocados no time Froakie, em que eles conhecem Tierno do time Squirtle, que tem uma batalha usando seu Squirtle, mas também apresenta Shauna, também do time Squirtle e uma fã de Serena por causa do PokéVision, como também apresenta seu Bulbasauro. Em seguida eles vêem um Charmander e também conhecem Trevor, também do time Squirtle e amigo de Shauna e Tierno, que também é fã de Serena, se tornando popular, que a deixa sem jeito. Neste descobrem que Diantha já participou do acampamento. Cada um realiza uma batalha simultânea, Ash contra Tierno, Serena contra Shauna e Clemont contra Trevor. Mesmo sendo a primeira vez de Serena que realiza uma batalha, Shauna conta que almeja ser uma Performer Pokémon. Depois das batalhas ter dado uma cessada, Serena fica confusa com relação ao seu real objetivo. |       | |            |                 |
| 842 | X–040 | "Sucessos do Terceiro Dia! Confronto PokéVision! Serena VS Sana!!" ""Serena Bui Esu Sana! Pokebijon Taiketsu!!"(セレナＶＳサナ！ポケビジョン対決!!)"                                                                               | 21/08/2014 | 23/04/2015      |
| Em uma manhã, Ash, Serena, Clemont e Bonnie treinam. Professor Sycamore explica que o próximo evento é um PokéVision. Shauna explica a Serena e Bonnie um pouco sobre o concurso PokéVision. Ash e cia decidem ter um pequeno passeio na floresta, mas enquanto fora procurando por localidades, Serena dá de cara com um penhasco e cai junto com Ash e Pikachu, que torce o pé. Ash explica a Serena sobre o seu sonho Pokémon e poder almejar ser um Mestre Pokémon, mas ele mais deseja fazer isso junto de seus amigos Pokémons. Serena fica admirada com Ash, até chegar o Professor Sycamore que tira Ash e Serena de lá e começam o PokéVision. Começa a divulgação do PokéVision e o time de Ash ganham o evento junto dos times Bulbasauro e Charmander, deixando o time Squirtle em último lugar. |       | |            |                 |
| 843 | X–041 | "A Orientação Pokémon Nebulosa! Poké-entrada! O X na névoa!!" ""Chīmu Batoru! Dentōiri Kessen!!"(チームバトル！殿堂入り決戦!!)" | 28/08/2014 | 24/04/2015      |
| O Acampamento de Verão participa de uma "Poké-Entrada" reunião de selo, onde eles devem usar seus Pokémon para navegar através de um curso para obter selos em várias estações. No entanto, Bonnie se perde na floresta da neblina e se depara com um misterioso Pokémon. Ash e seus amigos fazem um recesso na gincana para procurar Bonnie e Pikachu. Ash e seus amigos tentam distrair um grupo de Drifblim e Drifloon para formar uma ponte para Ash pegar Bonnie que foi imobilizada por um ataque de pó atordoante de um Amoonguss. Após salvar Bonnie, ela comenta ter visto um Pokémon misterioso, mas não conseguiram uma foto e dados com o Poke-Dex, mas Bonnie pede desculpas pelos problemas que causou e ambas as equipes Froakie e Squirtle ficam sem pontos. |       | |            |                 |
| 844 | X–042 | "Batalhando Pelo Hall da Fama! Batalha em equipe! A Partida da Sala da Fama!!" ""Chīmu Batoru! Dentōiri Kessen!!"(チームバトル！殿堂入り決戦!!)"                                                                                   | 4/09/2014  | 27/04/2015      |
| Depois de todas as atividades no Acampamento de Verão Pokémon, a equipe de Ash e equipe de Tierno têm a mesma quantidade de pontos. Para resolver o empate, todos os seis irão participar de um combate de equipes. Trevor, Tierno e Shauna são abordados pela Equipe Rocket disfarçados para levar os Pokémons para o Centro Pokémon, uma trama para pegar o Pikachu. Ash e seus amigos ajuda o grupo de Tierno a recuperar seus Pokémons que se encontram imóveis pela semente paralisante de Pumpkaboo, mas tem seus planos frustrados pelo Bunnelby de Clemont e acabam decolando mais uma vez. A batalha contra o time de Ash contra o time de Tierno dá a vitória ao time de Ash. Com o fechamento do Acampamento de Verão Pokémon, Ash pede dicas a Tierno antes de ter sua batalha com Korrina no ginásio de Shalour. Ash e Tierno se despedem e cada um vai para seu lado. |       | |            |                 |
| 845 | X–043 | "Origens da Mega Evolução! A Torre Maestra! A História da Mega Evolução!!" ""Masutā Tawā! Megashinka no Rekishi!!"(マスタータワー！メガシンカの歴史！！)"                                                                          | 18/09/2014 | 28/04/2015      |
| Ash e cia reveem Korrina depois de tanto tempo em que anseia ter sua batalha, mas ainda eles terão de esperar até atravessarem até o ginásio Shalour. Ash aproveita para praticar os passos que aprendeu com Tierno. Depois elea conseguem atravessar até o ginásio e encontram Gurkinn, o avô de que conta um pouco sobre a Mega Evolução e de um pergaminho que se escondia na estátua do Mega Lucario, mas a Equipe Rocket ouve a conversa e tenta se apoderar do pergaminho. Ash e cia descobrem dos planos da Equipe Rocket e conseguem impedir de roubar o pergaminho, que não dizia tão grande coisa. Assim chega a hora do duelo entre Ash e Korrina. |       | |            |                 |
| 846 | X–044 | "Confronto no Ginásio de Shalour! Batalha no Ginásio Shara! Pikachu VS Mega Lucario!!" ""Shara Jimu Sen! Pikachū Bui Esu Mega Rukario!!"(シャラジム戦！ピカチュウVSメガルカリオ！！)"                                              | 24/09/2014 | 29/04/2015      |
| Ash desafia Korrina para a terceira insígnia da luta do Ginásio Shalour, com sua Hawlucha, Fletchinder, e Pikachu enfrentando seu Machoke, Mienfoo e Mega Lucario. Nas duas lutas Ash consegue derrotar o Machoke e Mienfoo com seu Fletchinder e a Equipe Rocket retorna para tentar pegar o Pikachu, mas o Froakie de Ash percebe tudo e mais uma vez não conseguem ter êxito. Korrina evolui seu Lucario para Mega Lucario e derrota Hawlucha e Fletchinder ficando apenas Pikachu. A luta com isso tem sequência, mas é Pikachu que derrota o Mega Lucario e Ash consegue conquistar seu terceiro emblema da cidade e seguem para a cidade Coumarine para ir em busca de seu próximo símbolo. |       | |            |                 |
| 847 | X–045 | "Herdeiros Rivais! Citron Contra Eureka!? A Batalha dos Irmãos pelo Nyaonix!!" ""Shitoron Tai Yurīka!? Nyaonikusu de Kyōdai Batoru!!"(シトロン対ユリーカ！？ニャオニクスできょうだいバトル！！)"                                   | 2/10/2014  | 30/04/2015      |
| Bonnie e Clemont começam a brigar a respeito dela não querer comer cenoura e quando se deparam com dois irmãos Heath e Blake e seus respectivos Meowstic, em que ambos possuem uma rivalidade. Ambos se dividem em times, Blake, Ash e Clemont e Bonnie, Serena e Heath, mas ambos descobrem o real significado de seus laços antes de se tornarem rivais. Eles depois vão a floresta em que lembram do dia de quando deram de cara com um Venipede, mas acabam dando de cara com um Exploud e os irmãos se unem para vencer o Exploud. Quando Exploud ia dar seu último movimento em cima de Bonnie, Clemont a protege e o pai dos garotos pede para o Exploud cessar o ataque e os ensina o como é importante o amor fraternal, que depois os irmãos Clemont e Bonnie depois compreendem e tudo se resolve. |       | |            |                 |
| 848 | X–046 | "Trapalhadas que Acalmam o Caos! O Pukurin Desajeitado VS Berserk Bohmander!!" ""Dojikko Pukurin Bui Esu Bōsō Bōmanda!!"(どじっこプクリンVS暴走ボーマンダ！！)"                                                                    | 9/10/2014  | 1/05/2015       |
| Ao longo do caminho para a próxima cidade, o grupo vai para um Centro Pokémon, onde Joy é auxiliada por um Wigglytuff com a má sorte. A Equipe Rocket adentram em uma caverna e colocam um aparelho no Salamence que o faz sair do controle. Muitas ambulâncias chegam no Centro Pokémon e descobrem se tratar de um Salamence. Ash e cia descobrem que o Wigglytuff possui algo capaz de acalmar os Pokémons, assim como o Flygon. A Equipe Rocket disfarçada aproveita para pegar o Pikachu e o Wigglytuff e eles se revelam e vão embora, mas tem de lidar com o Salamence e Ash e cia descobrem que foi a Equipe Rocket que o deixou assim. Salamence usa seu poder na enfermeira Joy, mas Wigglytuff detém seu ataque e acalma o Salamence e retira o aparelho do Salamence. |       | |            |                 |
| 849 | X–047 | "Sonhando um Sonho de Performer! Primeira captura de Serena!? Yancham vs. Fokko!!" ""Serena, Hatsu Getto!? Yanchamu Bui Esu Fokko!!"(セレナ、初ゲット！？ヤンチャムVSフォッコ！！)"                                                | 16/10/2014 | 4/05/2015       |
| Ash e cia são convidados por Shauna para um evento Pokémon PokéVision, que depois é interrompido por um Pancham bagunceiro. Depois ele pega o boné de Ash e os óculos de Clemont. Serena assiste o Pancham por causa de suas exibições e tenta capturá-lo. Ash e cia o encontram e tentam recuperar seu boné e seu óculos, mas Serena aparece com o boné de Ash e os óculos de Clemont e decide capturá-lo para começar com seu sonho de se tornar uma Performer Pokémon. Quando ia começar o duelo, ele é interrompido pela Equipe Rocket. Depois de conseguirem salvar Fennekin da Serena da Equipe Rocket, o duelo recomeça e Serena consegue capturá-lo. |       | |            |                 |
| 850 | X–048 | "Reencontro no Campus! Memórias no Campus de Citron! A Reunião de Choque!!" ""Shitoron, Omoide no Kyanpasu! Dengeki no Saikai!!"(シトロン、想い出のキャンパス！電撃の再会！！)"                                                    | 23/10/2014 | 5/05/2015       |
| Clemont chega em algum lugar da cidade em que criou um dispositivo capaz de recarregar os Pokémons elétricos, como também revê sua professora. A Equipe Rocket se aproveita disso para roubar a energia. De repente, são surpreendidos por um Luxio e Ash e cia também os surpreende. Clemont também vê o Luxio e lembra dos dias de quando era um Shinx. Clemont explica que cuidou do Shinx quando estava ferido até ser reconhecido pelas pessoas por causa de sua engenhosa invenção, até ele ser afastado do Shinx. A Equipe Rocket volta a causar seus apagões, mas Luxio confronta a Equipe Rocket. Clemont luta ao lado do Luxio e consegue por um ponto final nos planos da Equipe Rocket. Depois, Luxio revê Clemont e depois ele o captura. |       | |            |                 |
| 851 | X–049 | "Bonnie para Defesa! Envie os protetores de Laplace! Dê o seu melhor Eureka!!" ""Shutsudō Rapurasu Bōeitai! Yurīka Ganbaru!!"(出動ラプラス防衛隊！ユリーカがんばる！！)"                                                           | 30/10/2014 | 6/05/2015       |
| Bonnie sai para explorar e conhece um grupo de garotos que se autodenomina Grupo de Proteção do Lapras (trocado para Laplace na versão brasileira). Bonnie se diverte com os garotos até a Lapras adoecer. Ash e cia os encontram e trazem a enfermeira Joy para cuidar do Lapras. Depois, Lapras começa a sentir falta de sua família e decidem levar até seu bando até a Equipe Rocket ficar no caminho. Depois, dois Lapras conseguem salvar o Lapras e os garotos e também frustram mais uma vez os planos da Equipe Rocket. Lapras se despede dos garotos e Ash e cia seguem para o próximo ginásio para conseguir sua próxima insígnia. |       | |            |                 |

## Batalha de Ginásio
Pokémons usados por Ash

Fletchling e Pikachu

Pokémons usado por Viola

Surskit e Vivillon

Vencedor: Ash

Ganhou: insígnia inseto
Pokémons usados por Ash

Fletchling, Pikachu e Froakie

Pokémons usado por Grant

Onix e Tyrunt

Vencedor: Ash

Ganhou: insígnia parede
Pokémons usados por Ash

Hawlucha, Pikachu e Fletchinder

Pokémons usado por Korrina

Machoke, Mienfoo e Mega Lucario (Korrina evolui Lucario para Mega Lucario)

Vencedor: Ash

Ganhou: Insígnia luta

## Competições pokemon

### Torneio Rhyhorn
Pokémons usado por Ash

Rhyhorn

Vencedor: Ash

### Palácio de Batalha
Pokémons usado por Nikol

Fletchinder

Pokémons usado por Morel

Dusknoir

Vencedor: Nikol
Pokémons usado por Chester

Fletchling

Pokémons usado por Ash

Pikachu

Vencedor: Ash
Pokémons usado por Viola

Surskit

Pokémons usado por Grant

Onix

Vencedor: Grant

## Aquisições
- Bunnelby: Clemont (X&Y 01)
- Froakie: Ash (X&Y 02)
- Garchomp: Professor Sycamore (X&Y 02)
- Fletchling: Ash (X&Y 03)
- Inkay: James (X&Y 03)
- Fennekin: Serena (X&Y 04)
- Dedenne: Clemont (X&Y 04)
- Surskit: Viola (X&Y 05)
- Vivillon: Viola (X&Y 05)
- Magnemite: Clemont (X&Y 9, com Clembô)
- Magneton: Clemont (X&Y 9, com Clembô)
- Heliolisk: Clemont (X&Y 9, com Clembô)
- Chespin: Clemont (X&Y 10)
- Pumpkaboo: Jessie (X&Y 12)
- Flabébé: Mairin (X&Y OVA)
- Slurpuff: Miette (X&Y 26)
- Mawile: Maple (X&Y 34)
- Hawlucha: Ash (X&Y 35)
- Squirtle: Tierno (X&Y 39)
- Bulbassaur: Shauna (X&Y 39)
- Charmander: Trevor (X&Y 39)
- Machoke: Korrina (X&Y 44)
- Mienfoo: Korrina (X&Y 44)
- Pancham: Serena  (X&Y 47)
- Luxio: Clemont  (X&Y 48)

## Evoluções
- Mawile - > mega Mawile: Maple (X&Y 34)
- Fletchling -> Fletchinder: Ash (X&Y 36)

## Possuídos Temporariamente
- Rhyhorn: Ash (X&Y 07)
- Pikachu de Ash: Korrina (X&Y 33)